# 三井住友銀行尾道支店

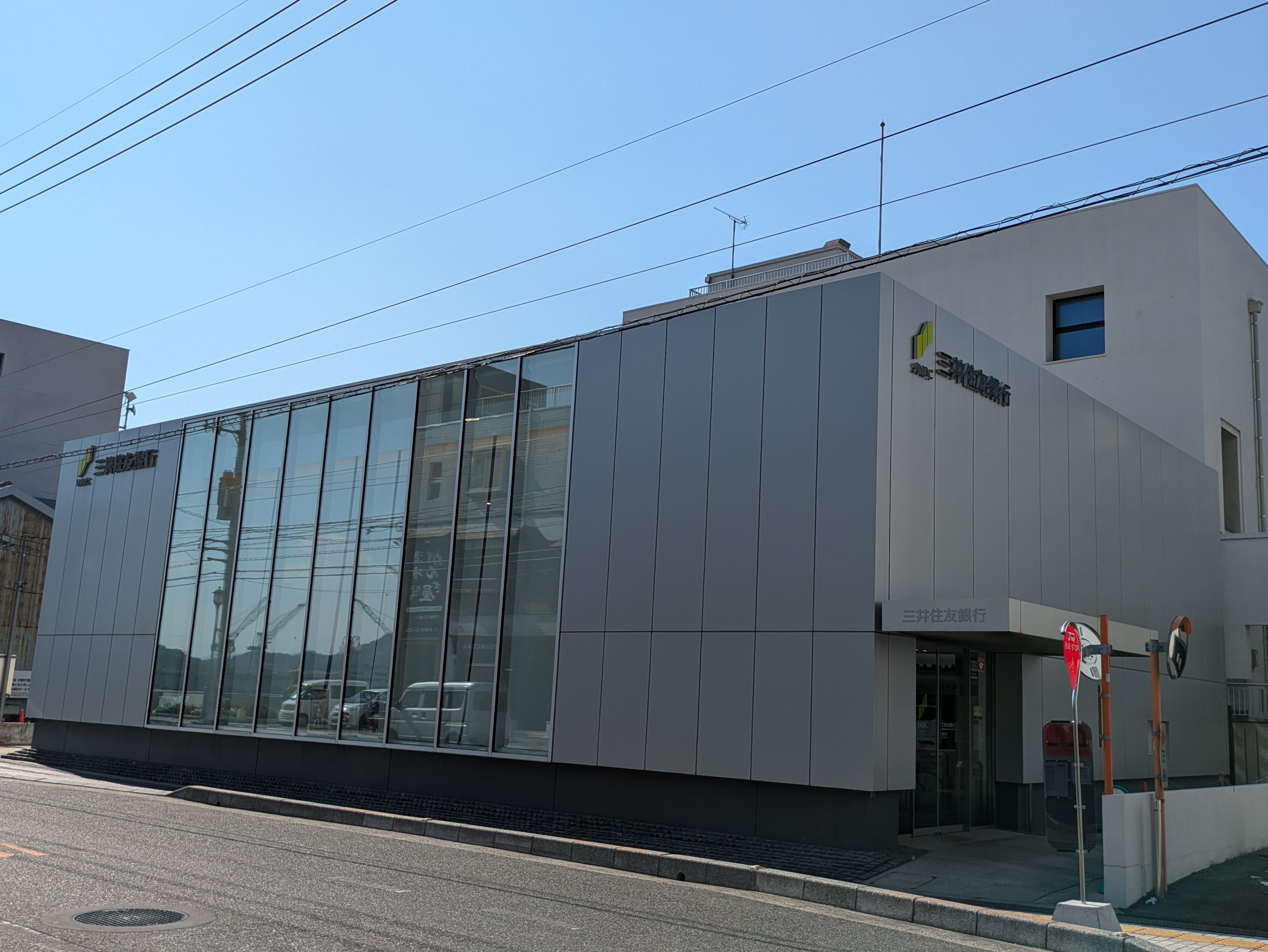
3代目の三井住友銀行尾道支店

三井住友銀行尾道支店（みついすみともぎんこうおのみちしてん）は、広島県尾道市土堂にある三井住友銀行の支店（支店コード：602）。1895年（明治28年）開業。

## 歴史

### 住友家尾道支店
当支店の前身は、1873年（明治6年）に開業した住友家の「住友家尾道分店」である。尾道は中世から発展した港町で近世には広島藩の台所として発達し、近代には広島県内初の国立銀行である第六十六国立銀行が1878年に開業して、商業地として発展していた。1892年（明治25年）、この分店は「住友尾道支店」となった。その前年に神戸から尾道まで山陽鉄道（山陽本線）が開通したことにより当時住友家の主要業であった別子銅山（愛媛県新居浜市）との中継基地となり、当支店で銅山の物品調達を行ったこと、そして住友家が平行して行っていた並合業（自己資金による物品抵当の金融事業）当支店で行うことにもなった。翌1893年（明治26年）尾道から新居浜までの住友専用航路が開通している。
当支店は住友にとって重要な場所である。1895年5月4日、合議制を初導入した第一回住友家重役会議、いわゆる「尾道会議」が当支店で開かれ、ここで住友銀行の創業が決まったことにより住友の主要業が銅山から銀行業へと移っていくきっかけとなった。
| 尾道 別子銅山 新居浜 神戸 大阪 |

### 住友銀行尾道支店

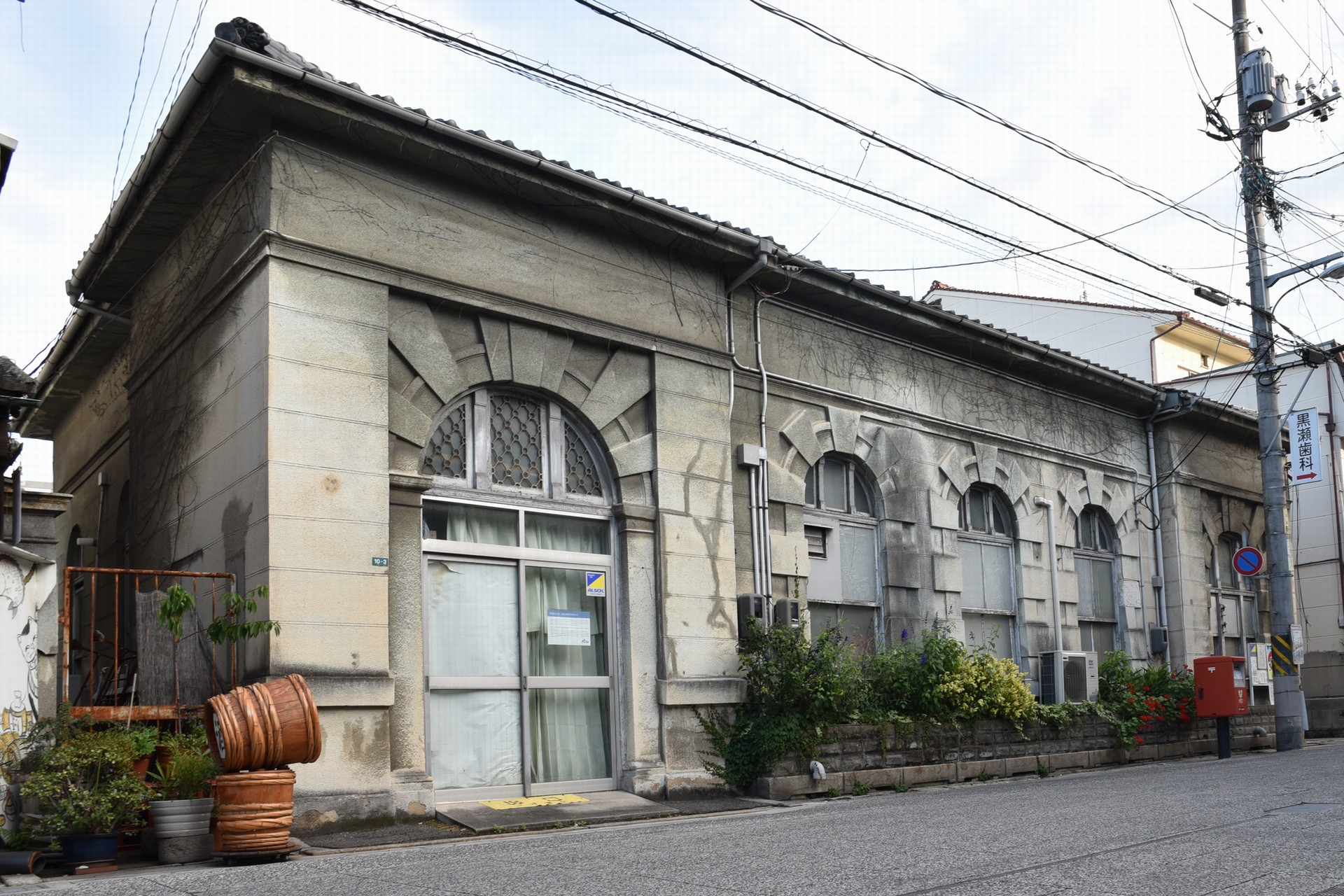
初代支店

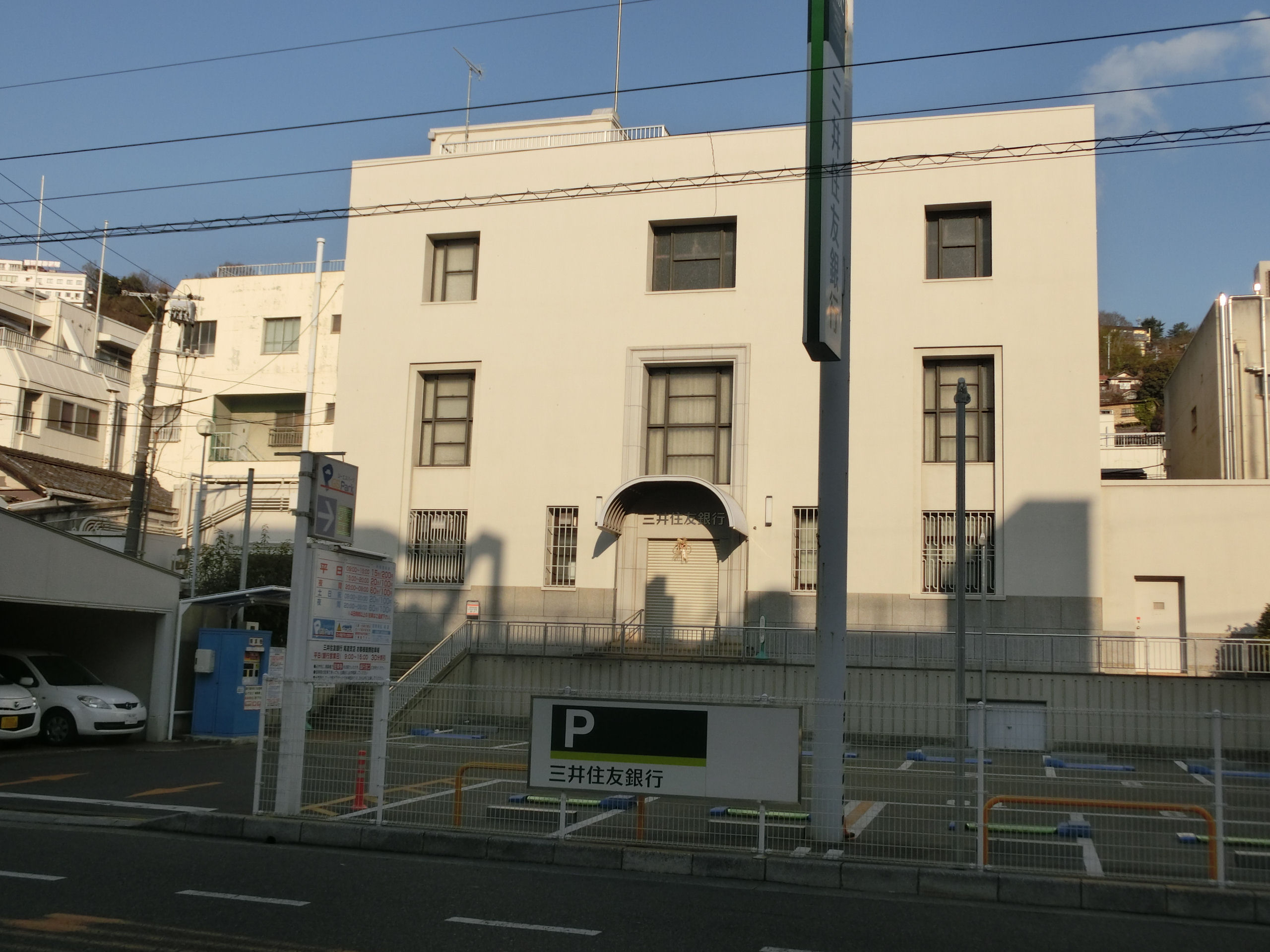
2代目の尾道支店

1895年（明治28年）11月1日、住友尾道支店は廃止され、「住友銀行尾道支店」が新たに開業した。この支店は住友銀行における全国初の支店となった。
1904年（明治37年）当時の尾道の金融街であった「銀行浜」で近代的な支店建物が造られることになった。木造平屋で外観はモルタル仕上げ、正面の3連する半円アーチの窓が特徴的な建物である。設計は住友本店臨時建築部（現日建設計）の野口孫市が担当した。
1938年（昭和13年）、現在地である土堂1丁目に移転、そして2001年（平成13年）メガバンク三井住友銀行が発足したが当支店は廃止されることなく、三井住友銀行尾道支店として存続することになった。21世紀に入って福山市に福山支店が開設されたが、法人専用の空中店舗で個人客を受け付けておらず、ATMも設置されていないため、今なお当支店が備後地方の拠点となっている。2019年（令和元年）7月22日に、2代目の尾道支店から隣接した場所へ新築移転し3代目の尾道支店が営業を開始した。
明治期に建てられた初代の支店建物はカフェ・海運局・市役所分庁舎として用いられたのち、尾道市労働センターとして残っているが、文化財として具体的な活用を検討している段階である。2代目の建物は2020年（令和2年）に尾道市重要文化財に指定され、尾道市が購入のうえ改修し、「まちなか文化交流館」（愛称：Bank）として2023年（令和5年）5月1日にオープンした。